# Sulut
Sulut (ryska: Сулут) är en ort i Azerbajdzjan.   Den ligger i distriktet İsmayıllı Rayonu, i den centrala delen av landet, 130 km väster om huvudstaden Baku. Sulut ligger 986 meter över havet och antalet invånare är 886.
Terrängen runt Sulut är huvudsakligen kuperad, men norrut är den bergig. Närmaste större samhälle är Kalva, 4,7 km sydost om Sulut.
Omgivningarna runt Sulut är en mosaik av jordbruksmark och naturlig växtlighet. Runt Sulut är det ganska glesbefolkat, med 38 invånare per kvadratkilometer.